# 希納宗格韋
17°15′S 27°28′E / 17.250°S 27.467°E

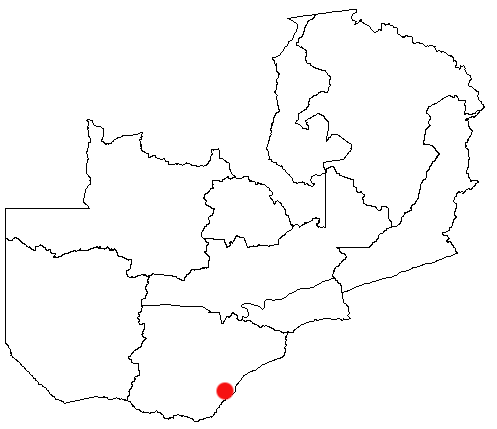

希納宗格韋（英語：Sinazongwe），是贊比亞的城鎮，位於該國南部，由南部省負責管轄，是希納宗格韋縣的首府，處於卡里巴水庫北岸，海拔高度500米，2011年人口10,698。